# Rhoicinus gaujoni
Rhoicinus gaujoni är en spindelart som beskrevs av Simon 1898. Rhoicinus gaujoni ingår i släktet Rhoicinus och familjen Trechaleidae. Inga underarter finns listade i Catalogue of Life.